# Oakden
Oakden è un piccolo sobborgo di Adelaide, situato nell'Australia Meridionale, a nord-est dal centro della città, ai piedi delle colline cittadine.

## Storia
L'area, che comprende terreni precedentemente noti come Gilles Plains e una piccola porzione di proprietà del South Australian Housing Trust e terreni di Hillcrest, è stata ribattezzata in Oakden nel 1993, dal nome da nubile della moglie di Osmond Gilles, che fu il primo tesoriere coloniale dell'Australia meridionale.

## Monumenti e luoghi d'interesse
I suoi edifici degni di nota includono il Corpo dell'Esercito della Salvezza e il Centro comunitario; la Chiesa dei Cristadelfiani gestisce l'Heritage College Adelaide e la James Nash House, una struttura di recupero per malati; vari edifici dell'ex ospedale dell'Hillcrest, la maggior parte dei quali sono stati convertiti per essere utilizzati da altri inquilini, inclusi alloggi per studenti, piccole imprese e case di cura; la stazione dei vigili del fuoco di Oakden; e il resto dello Strathmont Centre, un'istituzione del governo dell'Australia meridionale per persone con grave disabilità intellettiva. Anche la Makk and McLeay Nursing Home e Clements House, precedentemente nota come Hillcrest Hospital, che ha chiuso nel 2017, si trovava a Oakden. La struttura faceva parte del servizio di assistenza sanitaria mentale per gli anziani del governo statale.

## Sport
L'Adelaide City disputa le proprie partite casalinghe all'Adelaide City Park, situato al confine con Northgate.